# Yves Bissouma
Yves Bissouma (* 30. August 1996 in Issia, Elfenbeinküste) ist ein malisch-ivorischer Fußballspieler. Der Mittelfeldspieler steht seit 2022 beim englischen Erstligisten Tottenham Hotspur unter Vertrag und ist seit dem Jahr 2015 malischer Nationalspieler.

## Karriere

### Verein
Bissouma startete seine Karriere in der Majestic Academy im Jahr 2009. Dort spielte er unter anderem mit Adama Traoré. 2014 wechselte er zu AS Real Bamako. 2016 ging er nach Frankreich, wo er sich dem Ligue 1-Verein OSC Lille anschloss. Vier Monate nach seiner Ankunft in Lille, unterschrieb er seinen ersten Profivertrag. In seiner ersten Saison 2016/17 kam Bissouma oft nur zu Kurzeinsätzen. Er wurde in 23 Ligaspielen eingesetzt. Sein erstes Profitor erzielte er am 11. Februar 2017 gegen SCO Angers.  In der folgenden Spielzeit 2017/18 fand sich Bissouma immer häufiger in der Startformation Lilles wieder und kam auf 24 Einsätze in der Ligue 1, in denen er zwei Treffer erzielen und einen weiteren vorbereiten konnte.
Zur Saison 2018/19 wechselte Bissouma zum Premier-League-Verein Brighton & Hove Albion. Bei den Seagulls unterschrieb er einen Fünfjahresvertrag. Sein Premier-League-Debüt für Brighton bestritt er am 11. August 2018, bei der 2:0-Auswärtsniederlage gegen den FC Watford. In seiner ersten Spielzeit kam er auf 28 Einsätze in der Liga. Am 26. Juli 2020 erzielte er beim 2:1-Auswärtssieg gegen den FC Burnley sein erstes Ligator für Brighton. In dieser Saison 2019/20 absolvierte er 22 Ligaspiele. In den folgenden beiden Spielzeiten kamen 62 weitere Spiele in der Premier League hinzu, bevor er sich im Sommer 2022 Tottenham Hotspur anschloss.

### Nationalmannschaft
Der in der Elfenbeinküste geborene und in Mali aufgewachsene Bissouma hätte für beide Nationen auflaufen können, entschied sich aber für die malische Nationalmannschaft. Er nahm mit Mali an der Afrikanischen Nationenmeisterschaft 2016 teil. Im Halbfinale gegen die Elfenbeinküste wurde er in der 76. Minute eingewechselt und erzielte in der 89. Minute das entscheidende 1:0 zum Aufstieg ins Finale. Dieses ging mit 3:0 gegen die Demokratische Republik Kongo verloren.

## Erfolge
- Europa-League-Sieger: 2025